# Eifelleiter

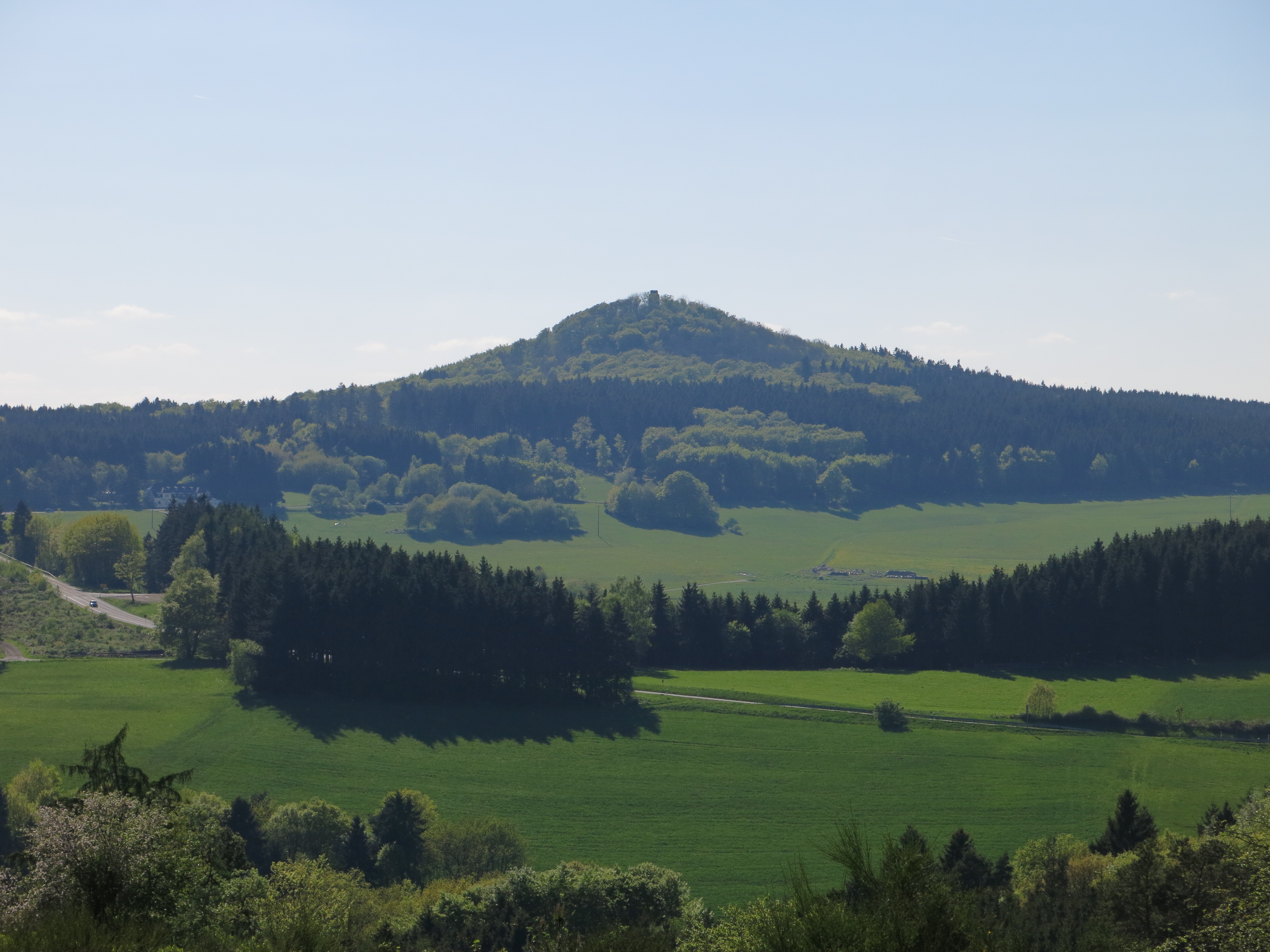
Höchster Punkt der Eifelleiter: Hohe Acht mit dem Kaiser-Wilhelm-Turm

Die Eifelleiter ist ein 52,8 km langer Wanderweg in Rheinland-Pfalz zwischen Bad Breisig am Rhein und Adenau in der Östlichen Hocheifel (Hocheifel). Der Wanderweg wurde 2015 eingerichtet und als Premiumwanderweg zertifiziert. Er verbindet in drei Etappen drei typische Landschaften: das Mittelrheingebiet, die Vulkaneifel und die Östliche Hocheifel mit der Hohen Acht.

## Institutionelle Einbindung
Federführend für die Eifelleiter ist die Verbandsgemeinde Brohltal, durch deren Gebiet ein Großteil der Strecke führt. Gefördert wurde das Wanderweganlegen durch den Europäischen Landwirtschaftsfonds für die Entwicklung des ländlichen Raums (ELER) im Rahmen des Entwicklungsprogramms „Agrarwirtschaft, Umweltmaßnahmen, Landentwicklung“ (PAUL) des Ministeriums für Umwelt, Landwirtschaft, Ernährung, Weinbau und Forsten des Landes Rheinland-Pfalz.

## Logo
Das Logo besteht aus einem stilisierten blauen Flusslauf für den Rhein, einem weißen geschlungenem Pfad auf einen grünen Berg mit einem blauen Turm für den Kaiser-Wilhelm-Turm auf der Hohen Acht, unterschrieben mit dem Wort Eifel in Grün und Leiter in blau.

## Etappen
Etappe 1: Bad Breisig–Niederzissen; 15,7 km (15,5 km)
Bad Breisig (Rheinufer/-promenade), Segelflugplatz Mönchsheide, Waldorf im Vinxtbachtal bis zum Bausenberg bei Niederzissen (Bahnhof)
Etappe 2: Niederzissen–Kempenich; 15,1 km (15,3 km)
Niederzissen (Bahnhof), Rodder Maar (bei Niederdürenbach), Schelborn, Spessart bis Kempenich (Erlebniswald Steinrausch), wo kurz vor dem Ort der Erlebniswald Steinrausche passiert wird
Etappe 3: Kempenich–Adenau; 22,0 km (23,3 km)
Kempenich (Erlebniswald Steinrausch), über die Nette durch Lederbach, am Ortsrand von Hohenleimbach und am Fuße des Schellkopfs vorbei erreicht man in Jammelshofen das Gebiet der Verbandsgemeinde Adenau und den Fuß der Hohen Acht (746,9 m), die es zu besteigen gilt (100 Meter Höhenunterschied), mit 631,3 m ist die Lützelacht bei Kaltenborn einen kleinen Rundweg wert, Endpunkt ist Adenau (Marktplatz).

## Regionale Vernetzung
Der Aufstieg bei Bad Breisig erfolgt über die Serpentinen von Rheinburgenweg und Rheinhöhenweg. Die Deutsche Vulkanstraße wird am Bausenberg und an der Hohen Acht getroffen. Das Gebiet um diesen Berg ist als Naturschutzgebiet ausgewiesen, andere wie das Gebiet um die Nette stehen unter Landschaftsschutz.

## Anbindung
Von Adenau erreicht man mit Buslinien den Bahnhof Ahrbrück der Ahrtalbahn nach Remagen, am Rhein. Bad Breisig ist an der Linken Rheinstrecke gut angebunden. Wer sich einen Teil des Wegs ersparen will, kann auch die Museumseisenbahn Vulkan-Express bis Engeln nutzen. Buslinien sind bei den verlinkten Orten angegeben.

## Galerie

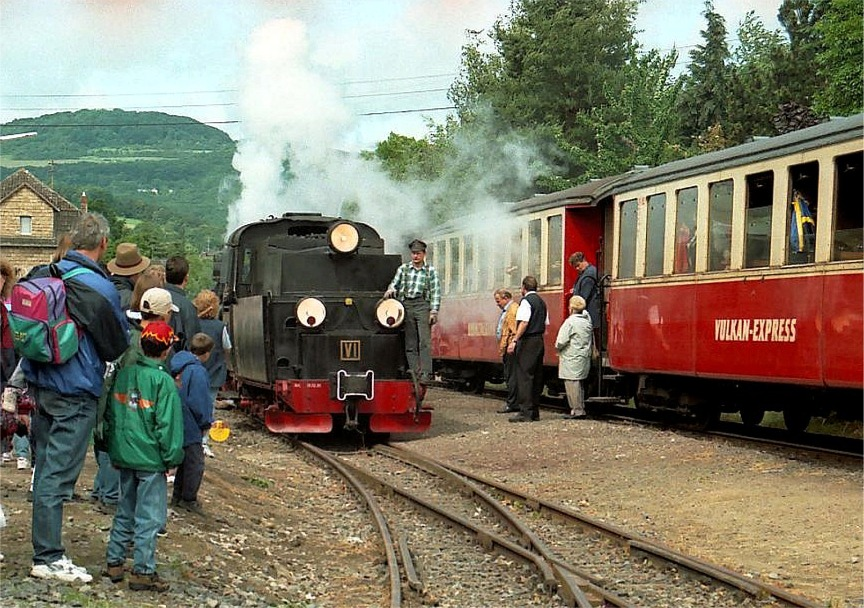
Vulkan-Express in Niederzissen
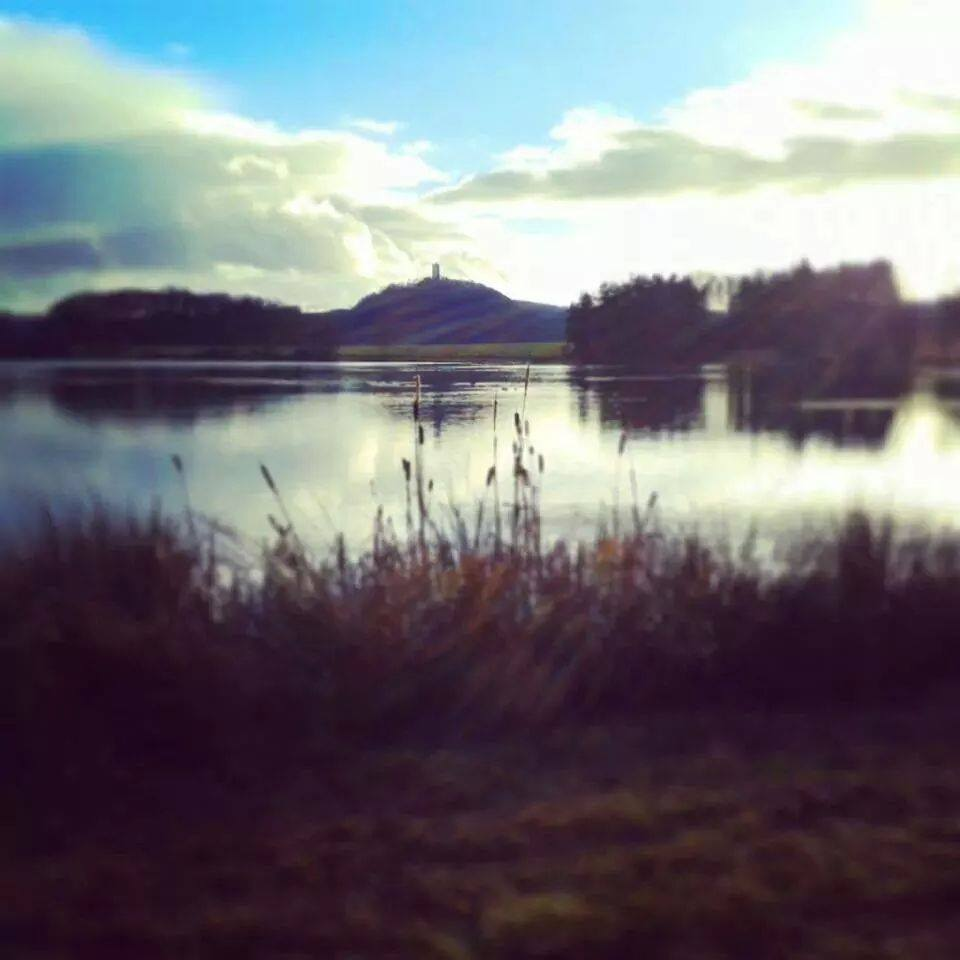
Rodder Maar und Burg Olbrück
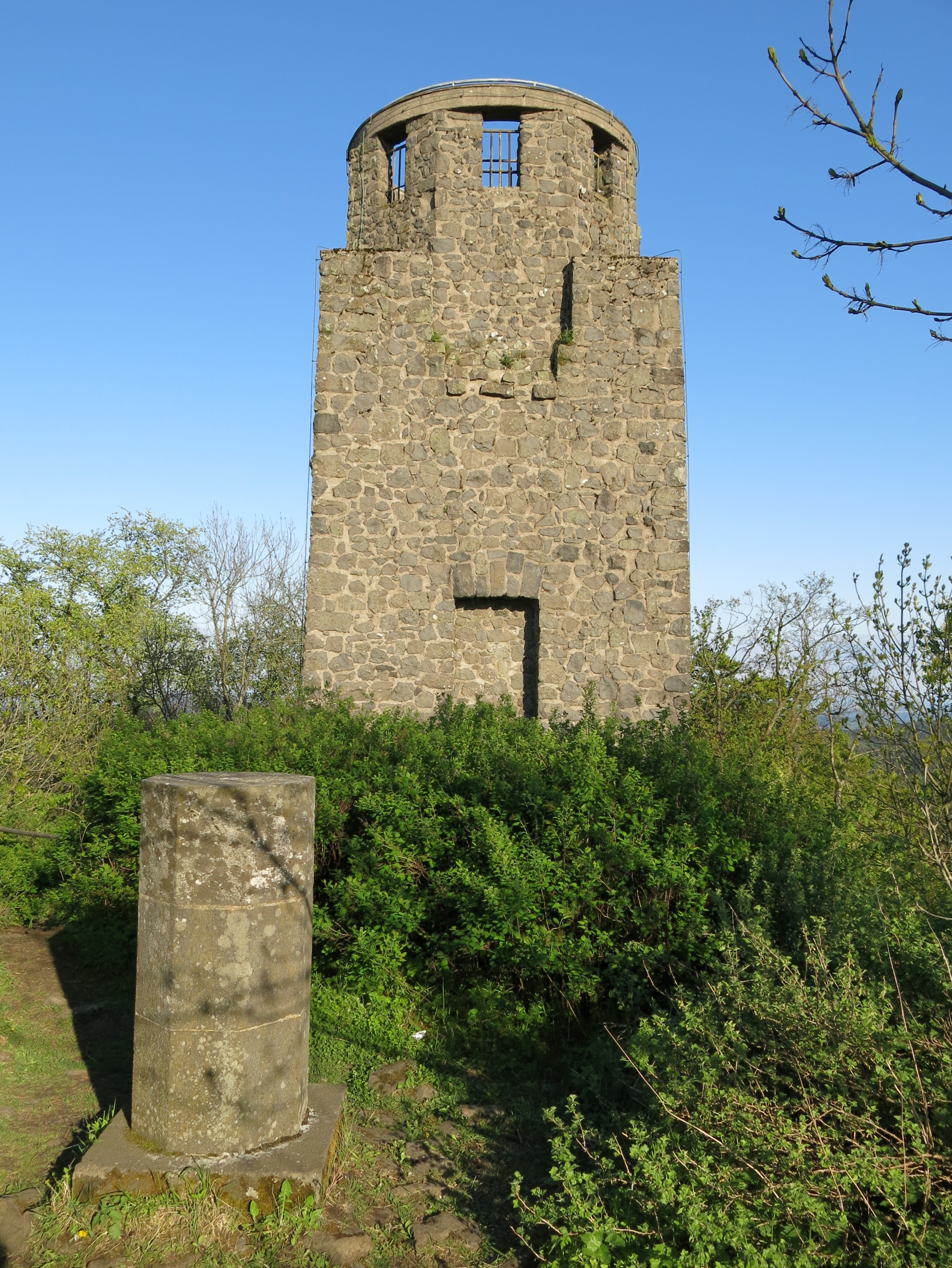
Kaiser-Wilhelm-Turm
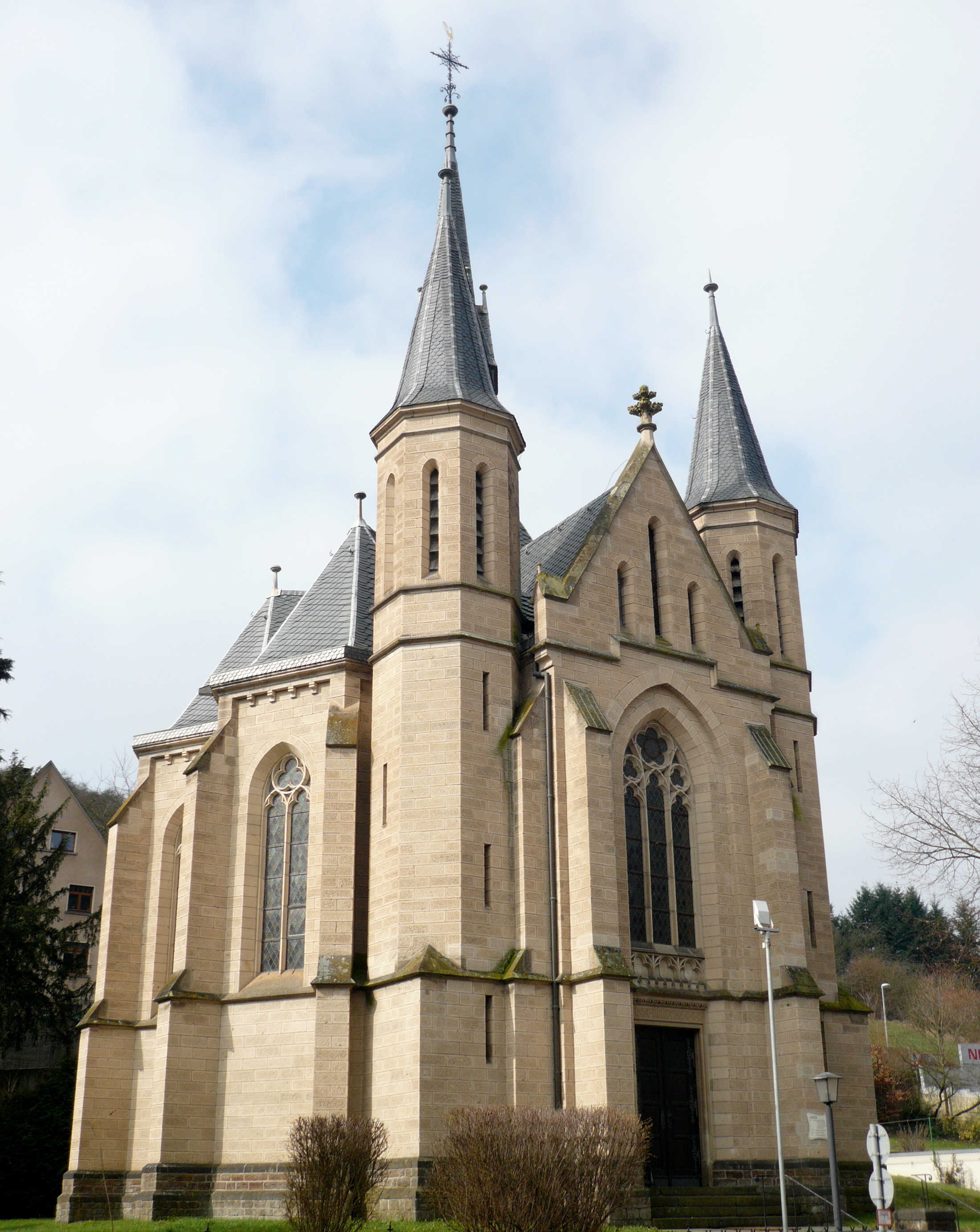
Adenau, Marienkapelle